# Globokomorski kapski oslič
Globokomorski kapski oslič (znanstveno ime Merluccius paradoxus) je morska riba iz družine osličev. Razširjena je v vodah jugovzhodnega Atlantika, ob obalah Južne Afrike in južne Angole, območje poselitve pa sega tudi v Indijski ocean.
Po zunanjem izgledu je podoben osliču, zraste pa od 40 do 60 cm v dolžino, redkeje celo do 80 cm. Zadržuje se na blatnem dnu na globinah med 200 in 800 metri. Mladice se hranijo z majhnimi raki in ribami, odrasle riba pa pretežno z ribami in lignji ter redkeje z raki.